# Crescenzi

Stemma di Casa Crescenzi

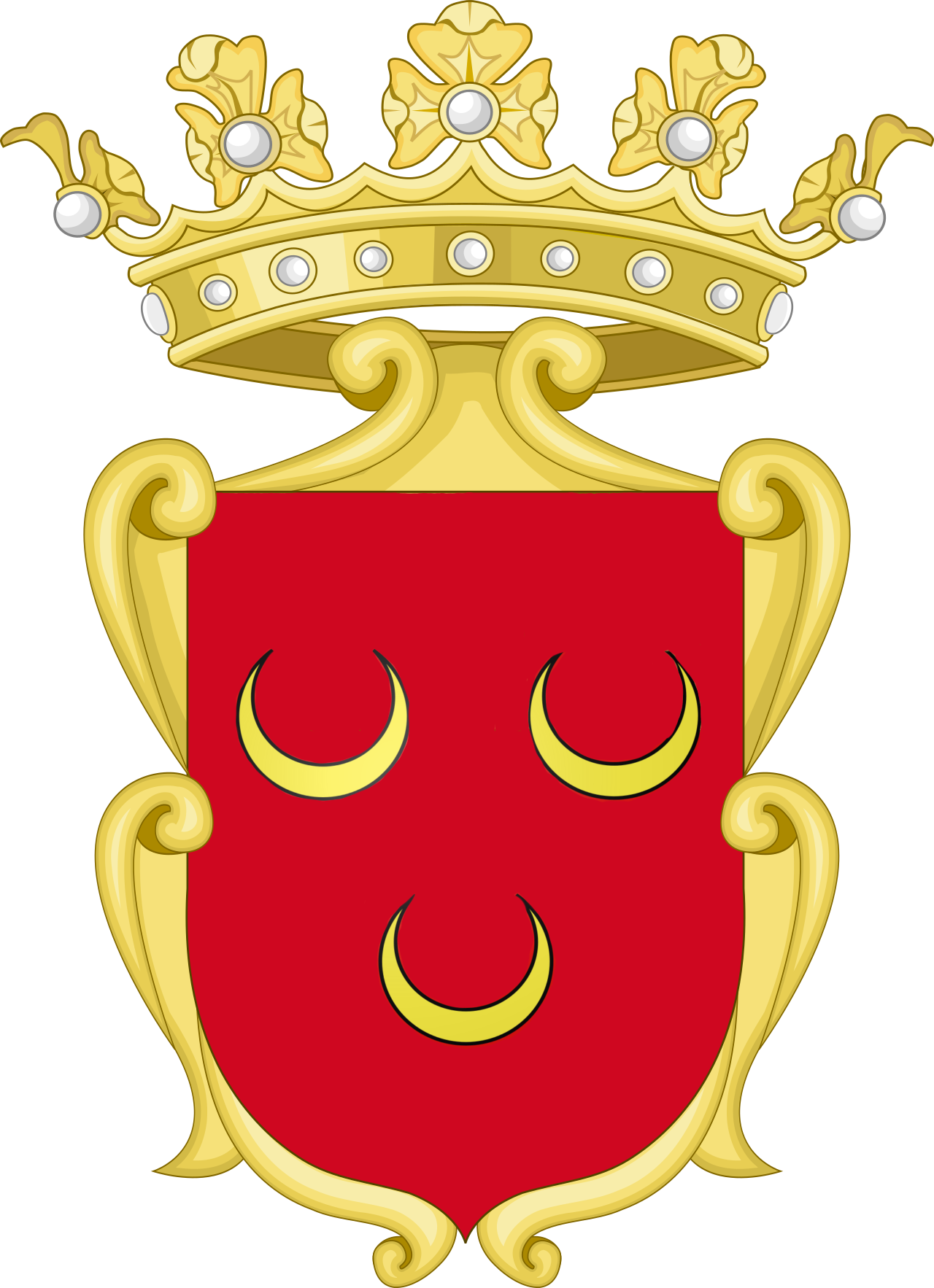
Stemma di Crescenzi

I Crescenzi furono una famiglia baronale, attestata a Roma a partire dall'inizio del X secolo e che di fatto governò la città e l'elezione dei pontefici fino agli inizi dell'XI secolo.

## Storia

### Origini
L'origine della famiglia era stata in passato ricercata tra le gens romane: Giovanni Pietro Crescenzi, un erudito seicentesco la riteneva discendente dalla gens Aelia avendo trovato iscrizioni menzionanti un Tito Elio Crescens e un Publio Elio Crescens. Della medesima opinione è Ferdinand Gregorovius.
Secondo lo studioso ottocentesco Gaetano Moroni, sulla base di un'iscrizione in greco rinvenuta nella località di "Monte Crescenzio", che menziona un Lucio Postumio Crescenzio, l'origine della famiglia andrebbe ricercata a Marino.

### Governo di Roma (seconda metà X - inizi XI secolo)

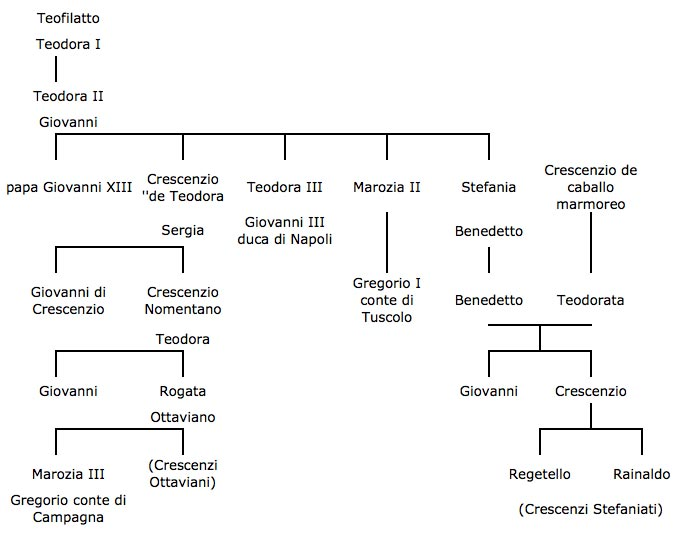
Genealogia della famiglia romana dei Crescenzi nel X secolo

Capostipite storicamente accertato della famiglia è considerato un Crescencius (Crescenzio), che come judex assisteva l'imperatore Ludovico III (901-905) mentre amministrava la giustizia in San Pietro. Crescenzio è nominato in un placito.
Un suo discendente, Giovanni, sposò Teodora, figlia di Teofilatto, antenato dei conti di Tuscolo, il quale fu magister militum e vestararius del papa e governò di fatto Roma con i titoli di senator Romanorum e di gloriosissum dux nel primo quarto del X secolo. Attorno al 910 Teofilatto concesse la figlia Marozia in moglie ad Alberico, duca di Spoleto, sigillando l'alleanza tra l'aristocrazia romana e la casa spoletina. Dall'unione nacque Alberico di Roma, che prese il potere nell'Urbe nel 932 e governò fino alla morte. Suo figlio Ottaviano, divenne papa con il nome di Giovanni XII (955-963).
Nel 963 Giovanni XII fu deposto dall'imperatore Ottone I (962-973). Dopo gli effimeri pontificati di Leone VIII, voluto dall'imperatore, e di Benedetto V, voluto dai romani, venne eletto papa un altro Giovanni, vescovo di Narni, probabilmente figlio di Giovanni e di Teodora, che prese il nome di Giovanni XIII (965-972). La sua elezione era stata appoggiata dall'imperatore e durante il suo pontificato fu affiancato dal probabile fratello Crescenzio de Theodora, consolidando la presa di potere della famiglia sul governo della città.
Un altro membro della famiglia che partecipò agli avvenimenti di quegli anni fu Crescenzio de caballo marmoreo, che doveva avere la residenza sul Quirinale (il soprannome gli deriva dalle grandi statue dei Dioscuri collocate oggi in piazza del Quirinale) e doveva anch'egli forse discendere dal capostipite, il judex Crescencius. Partecipò alla deposizione di Giovanni XII; lui e suo figlio Giovanni appoggiarono anch'essi papa Giovanni XIII. Sua figlia Teodoranda sposò Benedetto, figlio della sorella del papa Stefania e nominato conte della Sabina e signore di Palestrina, che diede origine al ramo dei Crescenzi Stefaniati.
Dopo la morte di Giovanni XIII nel 972, Crescenzio de Theodora tentò di far eleggere papa il diacono Francone, ma l'imperatore impose invece un monaco tedesco, papa Benedetto VI (972-974). Alla morte dell'imperatore nel 973, una rivolta guidata da Crescenzio depose il papa, che venne imprigionato e in seguito ucciso (giugno 974). Crescenzio riuscì a far eleggere al suo posto Francone (antipapa Bonifacio VII), ma il nuovo papa si era alienato l'appoggio dei romani a causa dell'uccisione del suo predecessore e dopo poco più di un mese, all'arrivo del conte Siccone, inviato dal nuovo imperatore Ottone II (973-983), Bonifacio VII dovette rifugiarsi a Costantinopoli, presso il patriarca Antonio III Studita (974-979).
L'imperatore, non volendosi tuttavia inimicare l'aristocrazia romana, cercò una soluzione di compromesso e al posto di Bonifacio VII fu eletto papa Benedetto VII (974-983), cugino di papa Giovanni XII e anch'egli pronipote di Teofilatto, gradito a entrambe le parti. Crescenzio, malgrado la rivolta che aveva capeggiato, continuò ad occuparsi dei suoi possedimenti e più tardi si ritirò in monastero. Morì nel 984 e fu sepolto nel monastero di Sant'Alessio sull'Aventino, nel cui chiostro si conserva la sua epigrafe funebre.
Nel 983, alla morte di papa Benedetto VII, gli successe il vescovo di Pavia e cancelliere imperiale Pietro Canepanova, con il nome di Giovanni XIV. Alla morte dell'imperatore Ottone II nel dicembre dello stesso anno il nuovo papa rimase, tuttavia, senza protezione e Giovanni di Crescenzio, figlio di Crescenzio de Theodora e di sua moglie Sergia, che aveva sostituito il padre al comando della fazione aristocratica, depose il papa, che morì in prigione pochi mesi dopo. Bonifacio VII poté ritornare a Roma con l'appoggio dell'imperatore di Bisanzio, Basilio II (958-1025), ma morì poco dopo nel 985.
Giovanni di Crescenzio, che con il titolo di patricius Romanorum e governava di fatto la città,  appoggiò l'elezione di papa Giovanni XV, visto con favore anche dall'imperatrice reggente Teofano. Durante il pontificato di Giovanni XV, il fratello di Giovanni, Crescenzio Nomentano fu nominato senatore dei Romani e conte di Terracina.
Alla morte di Giovanni, intorno al 991 il fratello Crescenzio gli succedette nel governo della città. Entrò in conflitto con il papa, che dovette rifugiarsi a Sutri, ma per evitare l'intervento di Ottone III (996-1002), si riconciliò con lui.
Alla morte del papa nel 996, Ottone III impose l'elezione del cugino Bruno di Carinzia, suo cappellano, che prese il nome di Gregorio V (996-999). Nel maggio 996 a Roma si svolse l'incoronazione dell'imperatore e pochi giorni dopo fu tenuto un sinodo che condannò Crescenzio all'esilio, a causa della sua condotta nei confronti di Giovanni XV, pena tuttavia condonata.
Al ritorno di Ottone III in Germania, nel settembre 996, Crescenzio capeggiò una rivolta contro Gregorio V, che dovette rifugiarsi a Pavia, da dove, agli inizi del 997, scomunicò i rivoltosi. Crescenzio cercò l'appoggio dell'imperatore Basilio II ed elesse un antipapa di origine greca, il vescovo di Piacenza Giovanni Filagato, che prese il nome di Giovanni XVI. Ottone III scese nuovamente in Italia, si incontrò a Pavia con Gregorio V e giunse a Roma nel febbraio 998. L'antipapa Giovanni XVI era fuggito, ma venne raggiunto a Torre Astura, mutilato e chiuso in carcere, mentre Crescenzio si era asserragliato in castel Sant'Angelo, nel quale resistette ad un assedio di due mesi, per essere alla fine decapitato e appeso per i piedi. Fu in seguito sepolto nella basilica di San Pancrazio dove si leggeva il suo epitaffio.
La repressione della rivolta coinvolse anche i Crescenzi Stefaniati che reggevano la Sabina ed erano in perenne contrasto con l'abbazia di Farfa, i quali furono privati dei propri beni e inviati in esilio, dal quale tuttavia successivamente rientrarono.
Dopo la morte di Ottone III nel 1002, il figlio di Crescenzio "Nomentano", Giovanni di Crescenzio assunse il titolo di patricius e riprese in mano il governo della città. Intrattenne buoni rapporti con Enrico II, ma cercò di ostacolarne l'arrivo a Roma per la sua incoronazione. Dopo la morte di papa Silvestro II (999-1003) si dovette probabilmente a lui l'elezione dei papi successivi, Giovanni XVII (1003), Giovanni XVIII (1004-1009) e Sergio IV (1009-1012). Sotto di lui la Sabina passò dal ramo dei Crescenzi Stefaniati a quello dei Crescenzi Ottaviani, discendenti dal matrimonio di sua sorella Rogata con Ottaviano.
Dopo la morte di Sergio IV venne ancora eletto un papa favorito dai Crescenzi, Gregorio VI, che tuttavia con la morte di Giovanni di Crescenzio perse i propri sostenitori e fuggì presso Enrico II che lo destituì formalmente. Il governo della città passò ai conti di Tuscolo, i quali riuscirono a far eleggere papa uno dei componenti della loro famiglia, Teofilatto II, con il nome di Benedetto VIII (1012-1024).

### Dall'XI secolo (Crescenzi Ottaviani)
Nel gennaio del 1045 i Crescenzi Ottaviani, che dominavano la Sabina, riuscirono ancora a far eleggere un papa appartenente alla famiglia, il vescovo di Sabina Giovanni, col nome di papa Silvestro III, avendo deposto papa Benedetto IX, della famiglia dei conti di Tuscolo. Pochi mesi dopo Benedetto IX ritornò tuttavia a Roma, forse in seguito ad accordi tra le due famiglie, e cedette il pontificato a papa Gregorio VI. In seguito all'intervento dell'imperatore Enrico III e al concilio di Sutri, tutti e tre i papi furono definitivamente deposti nel dicembre del 1046 e Silvestro III ritornò ad essere vescovo di Sabina.
Nel 1159 il cardinale Ottaviano dei Crescenzi Ottaviani, signore di Montecelio, fu eletto da una minoranza antipapa (con il nome di Vittore IV) contro papa Alessandro III. Era appoggiato dall'imperatore Federico Barbarossa, che lo fece riconoscere dal concilio di Pavia.
I Crescenzi mantennero a Roma possedimenti nei rioni Sant'Eustachio e Colonna, e continuarono a governare la Sabina fino a tutto il Trecento. Diversi personaggi della famiglia ricoprirono cariche ecclesiastiche e del governo della città o furono cardinali.
Una genealogia dei Crescenzi per 24 generazioni ininterrotte ad iniziare dai primi del X secolo al 1768 è depositata presso l’Archivio di Stato di Roma (in Miscellanea Famiglie, b. 63, ins. 2).
La famiglia si estinse con il marchese di Montorio Virgilio Crescenzi, morto nel 1761 e il fratello cardinale Marcello Crescenzi, morto nel 1768.

## I palazzi dei Crescenzi a Roma

### A Sant'Eustachio
Crescenzio del ramo dei Crescenzi Stefaniati, prefetto di Roma sotto papa Giovanni XVIII (1004-1009), possedeva numerosi immobili fra piazza della Rotonda e la chiesa di Sant'Eustachio e fra l'attuale chiesa di San Luigi dei Francesi e via delle Coppelle. In una bolla pontificia viene indicata l'abitazione di Crescenzio presso la chiesa di San Trifone, individuabile nell'area oggi occupata dal complesso di palazzo Madama, con incorporata l'antica torre (ancor oggi chiamata torre de' Crescenzi o della Madama) dove Marino Crescenzio "de turre" aveva la sua residenza ereditata dalla madre Rogata.
I Crescenzi si erano dunque insediati nella zona dell'attuale rione di Sant'Eustachio e in particolare nell'area delle terme neroniane, occupandone progressivamente una parte notevole fra il IX e l'XI secolo: la torre, sita al vertice della salita de' Crescenzi, era probabilmente parte di una fortezza medievale.

### Alla Rotonda
Nei secoli successivi i possedimenti "in loco" della famiglia si ridussero, pur rimanendo ancora nel Cinquecento, delle antiche proprietà e con continuità di possesso, alcune case con l'edificio principale dove i Crescenzi risiedevano, adiacente al Pantheon.
Virgilio Crescenzi, intorno al 1580, iniziò il rinnovamento del patrimonio immobiliare dando incarico a Giacomo Della Porta di costruire il palazzo detto palazzo Crescenzi alla Rotonda: l'opera fu proseguita dai figli Giacomo e Pietro Paolo, entrambi ecclesiastici, ed ultimata poi dal marchese Giovanni Battista, egli stesso architetto e pittore. Il palazzo fu abitato dai Crescenzi fino all'estinzione del casato nel 1768. 

### Al Seminario
A breve distanza dal precedente, su via del Seminario, Ottaviano Crescenzi, appartenente ad un altro ramo della famiglia, affidò nello stesso periodo la costruzione di un altro palazzo sempre a Giacomo della Porta, poi passato per eredità ai marchesi Serlupi che aggiunsero anche il nome Crescenzi per Breve Pontificio del 1642.